# Mária Karolina nápoly–szicíliai hercegnő
Mária Karolina Jozefa (olaszul: Maria Carolina Giuseppina; Nápoly, Nápoly–Szicíliai Kettős Királyság, 1856. március 20. – Varsó, Nagynémet Birodalom, 1941. április 7.), Bourbon-házból származó nápoly–szicíliai hercegnő, Ferenc di Paola, Trapani grófja és Ausztriai Mária Izabella főhercegnő ifjabbik leánya, Mária Antónia, Caserta grófnéjának testvére, aki gróf Andrzej Przemysław Zamoyskivel kötött házassága révén Zamoyska grófné.

## Származása
Mária Karolina hercegnő 1856. március 20-án született Nápolyban, a Bourbon-ház tagjaként. Apja Ferenc di Paola, Trapani grófja, I. Ferenc nápoly–szicíliai király és Spanyolországi Mária Izabella királyné legkisebb gyermeke volt. Édesanyja a Habsburg–Lotaringiai-ház toscanai oldalágából származó Mária Izabella Annunciáta főhercegnő, II. Lipót toszkánai nagyherceg és Szicíliai Mária Antónia legidősebb leánya volt.
A hercegnő a keresztségben a Mária Karolina Jozefa Ferdinanda, olaszul: Maria Carolina Giuseppina Ferdinanda nevet kapta. Egy felnőttkort megélt leánytestvére volt, Mária Antónia hercegnő, házassága révén Caserta grófnéja.

## Házassága és gyermekei
Mária Karolina hercegnő 1885. november 19-én, Párizsban ment feleségül a lengyel nemesi családból származó Andrzej Przemysław Zamoyski grófhoz, Stanisław Kostka Andrzej Zamoyski és Rosa Maria Eva Potocka fiához. A házasságból hét gyermek született:
- Marie Josepha Zamoyska (1887–1961), előbb a lengyel herceg, Karol Radziwiłł, Johann Bisping felesége,
- Franz Joseph Zamoyski (1888–1948), feleségül vette Sophie Broel-Plater lengyel grófnőt,
- Stanislaus Zamoyski (1889–1913), nem házasodott meg,
- Marie Isabelle Zamoyska (1891–1957), Stefan Brzozowski felesége lett,
- Marie Therese Zamoyska (1894–1953), megházasodott Jerzy Jezierski lengyel gróffal,
- Marie Karoline Zamoyska (1896–1968), hozzáment unokatestvéréhez, Rainer, Castro hercegéhez, anyai nagynénje, Mária Antónia fiához,
- Jan Kanty Zamoyski (1900–1961), XII. Alfonz spanyol király egyik unokáját, Izabella Alfonza nápoly–szicíliai hercegnőt vette feleségül.

## Forrás
- Caroline di Borbone, Principessa delle Due Sicilie (angolul)